# Johnny Flynn
John Patrick Vivian Flynn (Johannesburg, 14 marzo 1983) è un musicista, cantante e attore sudafricano naturalizzato britannico.

## Biografia
Flynn è nato a Johannesburg, in Sudafrica, è figlio di Eric Flynn, attore e cantante, e Caroline Forbes. Dal primo matrimonio di suo padre ha due fratelli più grandi e anch'essi attori, Jerome Flynn e Daniel Flynn, e una sorella maggiore Kerry Flynn e dal secondo matrimonio di suo padre, una sorella più giovane, Lillie Flynn, cantante dei Sussex Wit. All'età di due anni si trasferì con la sua famiglia nel Regno Unito.
Flynn ha vinto una borsa di studio per la scuola di Pilgrims, una scuola indipendente nella città di Winchester nell'Hampshire, dove ha cantato nel coro della cappella ed ha dovuto, per via della sua borsa di studio, imparare due strumenti: il violino e la tromba. Più tardi imparerà a suonare la chitarra da autodidatta e vincerà una seconda borsa di studio alla scuola Bedales, una scuola indipendente nel villaggio di Steep, nei pressi della città di Petersfield. Successivamente è passato all'Accademia di Arte Drammatica di Webber Douglas per studiare recitazione.
È stato scelto per interpretare Lucius Malfoy nella serie HBO di Harry Potter.

## Carriera

### Film e televisione
Nel 2005, Flynn è stato uno degli Screen International's Stars of Tomorrow.
È apparso in Kate & Emma - Indagini per due, Holby City e Kingdom ma è col ruolo di Dolf Vega nel film Dolf e la crociata dei bambini che ha raggiunto la fama.
Nel 2011 ha scritto la colonna sonora del film A Bag of Hammers.
Nel 2013 fa parte del cast di Song One, un film con Anne Hathaway dove interpreta un musicista di nome James Forester, che trattiene un'intesa con il personaggio di Hathaway, dopo un incidente che coinvolge suo fratello.
Nel 2014, Flynn ha interpretato il ruolo principale di Dylan nella serie televisiva Lovesick che è stata trasmessa in onda su Channel 4. Dopo aver trovato successo su Netflix, la casa di produzione e streaming ha commissionato una seconda serie di 8 episodi, senza la partecipazione di Channel 4, che è stata resa disponibile a livello globale, in streaming, nel novembre 2016 con il nuovo nome Lovesick.
Nel 2015, è stato uno dei protagonisti della serie di Comedy Central, dal titolo Brotherhood, interpretando uno dei due fratelli maggiori che devono occuparsi del fratello minore quando la madre muore improvvisamente.
Nel 2017 ha interpretato il giovane Albert Einstein nella serie Genius di National Geographic.
Nel Gennaio 2018 è uscita su Netflix la terza stagione di Lovesick, in cui riprende il ruolo del protagonista.
Interpreta il ruolo di Mr. Knightley in Emma. (2020) diretto da Autumn de Wilde.

### Musica
Flynn ha pubblicato diversi album di studio e suona canzoni dalle influenze folk tratte dalle sue composizioni. Ha scritto l'intera colonna sonora per la serie televisiva su BBC Four, Detectorists ed è comparso in un cameo eseguendo la canzone della serie nel terzo episodio della prima stagione. Nel 2015 ha anche composto la musica (con strumenti d'epoca) per la Produzione del Globe Theatre di 'As You Like It'. Ha composto musica per diversi film, produzioni televisive e teatrali. Nel 2015 è apparso anche su un album di tributo a Shirley Collins, intitolato "Shirley Inspired ...". Dopo una pausa di tre anni, Flynn ha prodotto un nuovo album dal titolo Sillion, pubblicato il 24 marzo 2017.

### Premi e riconoscimenti
Flynn è stato nominato negli Evening Standard Awards e What's On Stage Awards come Miglior Esordiente per il suo ruolo in The Heretic nel 2012. È stato nominato per un Olivier Award per il suo ruolo in Jerusalem nello stesso anno. Ha vinto un encomio agli Ian Charleson Awards del 2012, per il ruolo di Viola nella Dodicesima Notte al Globe Theatre.

## Discografia
- A Larum (2008)
- Sweet William EP (2009)
- Been Listening (2010)
- A Film Score of a Bag of Hammers (2012)
- Country Mile (2013)
- Live in Washington DC (2014)
- Detectorists Theme (2014)
- Sillion (2017)
- Lost in the Cedar Wood (2021)

## Filmografia

### Attore

#### Cinema
- Dolf e la crociata dei bambini (Crusade in Jeans), regia di Ben Sombogaart (2006)
- Lotus Eaters, regia di Alexandra McGuinness (2011)
- Qualcosa nell'aria (Après mai), regia di Olivier Assayas (2012)
- Song One, regia di Kate Barker-Froyland (2014)
- Sils Maria (Clouds of Sils Maria), regia di Olivier Assayas (2015)
- A Smallholding (2015)
- Beast, regia di Michael Pearce (2017)
- Cordelia, regia di Adrian Shergold (2020)
- Emma., regia di Autumn de Wilde (2020)
- Stardust - David prima di Bowie (Stardust), regia di Gabriel Range (2020)
- La nave sepolta (The Dig), regia di Simon Stone (2021)
- The Outfit, regia di Graham Moore (2022)
- L'arma dell'inganno - Operation Mincemeat (Operation Mincemeat), regia di John Madden (2022)
- One Life, regia di James Hawes (2023)

#### Televisione
- Kate & Emma - Indagini per due (Murder in Suburbia) – serie TV, episodio 2x01 (2005)
- Holby City – serie TV, episodio 8x18 (2006)
- Kingdom – serie TV, episodio 2x5 (2008)
- Lovesick – serie TV, 22 episodi (2014-2018)
- Detectorists – serie TV, episodio 1x03 (2014)
- Brotherhood – serie TV, 8 episodi (2015)
- Inside No. 9 – serie TV, episodio 3x06 (2017)
- Genius – serie TV, 8 episodi (2017-2018)
- Vanity Fair - La fiera delle vanità (Vanity Fair) – miniserie TV, 7 puntate (2018)
- I miserabili (Les Misérables) – miniserie TV, 1 puntata (2018)
- The Lovers, regia di Justin Martin – miniserie TV (2023)
- Ripley – miniserie TV, 8 episodi (2024)

### Doppiatore
- Scrooge - Canto di Natale (Scrooge: A Christmas Carol), regia di Stephen Donnelly (2022)

## Teatro (parziale)
- The Heretic di Richard Bean, regia di Jeremy Herrin. Royal Court Theatre di Londra (2011)
- Jerusalem di Jez Butterworth, regia di Ian Rickson. Royal Court Theatre e Apollo Theatre di Londra (2012)
- La dodicesima notte di William Shakespeare, regia di Tim Carrol. Shakespeare's Globe ed Apollo Theatre di Londra (2012)
- Riccardo III di Wiliam Shakespeare, regia di Tim Carrol. Shakespeare's Globe ed Apollo Theatre di Londra (2012)
- The Low Road di Bruce Norris, regia di Dominic Cooke. Royal Court Theatre di Londra (2013)
- Hangmen di Martin McDonagh, regia di Matthew Dunster. Royal Court Theatre (2015) e Wyndham’s Theatre di Londra (2016), Atlantic Theatre di New York (2018)
- True West di Sam Shepard, regia di Matthew Dunster. Vaudeville Theatre di Londra (2018)
- The Motive and the Cue di Jack Thorne, regia di Sam Mendes. National Theatre e Noël Coward Theatre di Londra (2023)

## Doppiatori italiani
Nelle versioni in italiano delle opere in cui ha recitato, Johnny Flynn è stato doppiato da:
- Andrea Mete in Song one, Sils Maria, Vanity Fair - La fiera delle vanità
- Paolo Vivio in Brotherhood, Genius
- Stefano Crescentini in I miserabili, The Lovers
- Luca Mannocci in Emma.
- Davide Albano in Lovesick
- Roberto Fedele in Beast
- Lorenzo Spadorcia in La nave sepolta
- Davide Perino in Stardust - David prima di Bowie
- Jacopo Venturiero in L'arma dell'inganno - Operation Mincemeat
- Gabriele Sabatini in The Outfit
- Emiliano Coltorti in One Life

Dad doppiatore è stato sostituito da:
- Davide Perino in Scrooge - Canto di Natale